# Wäschenbeuren

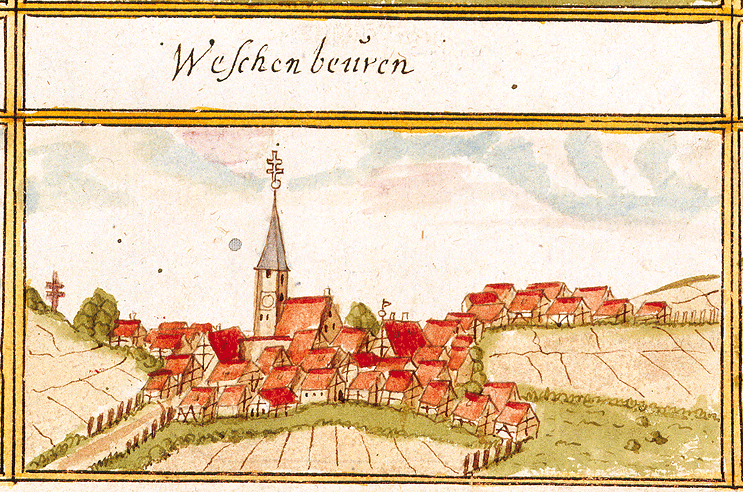
Wäschenbeuren 1683/1685 im Kieserschen Forstlagerbuch

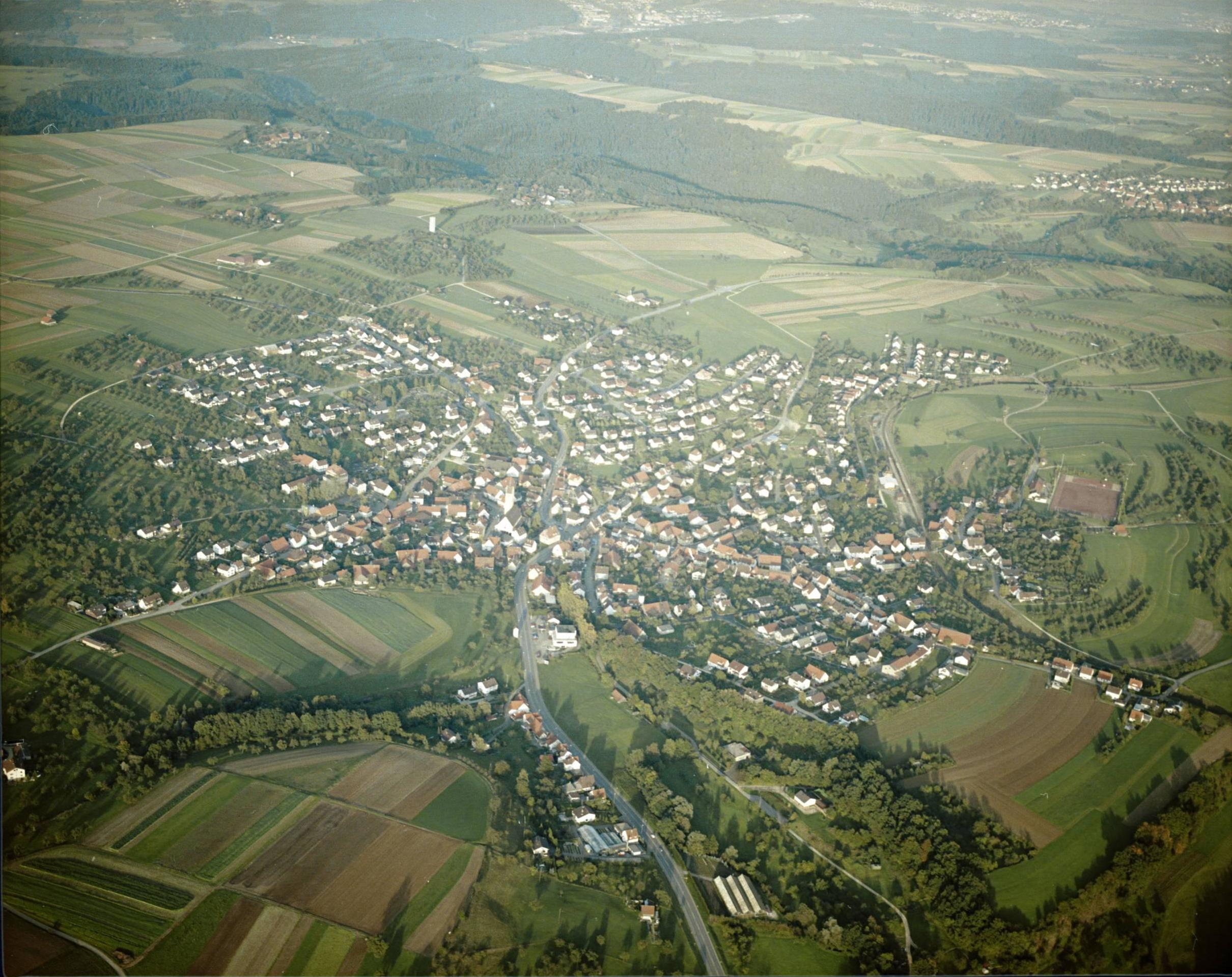
Luftbild von Südwesten, 1983

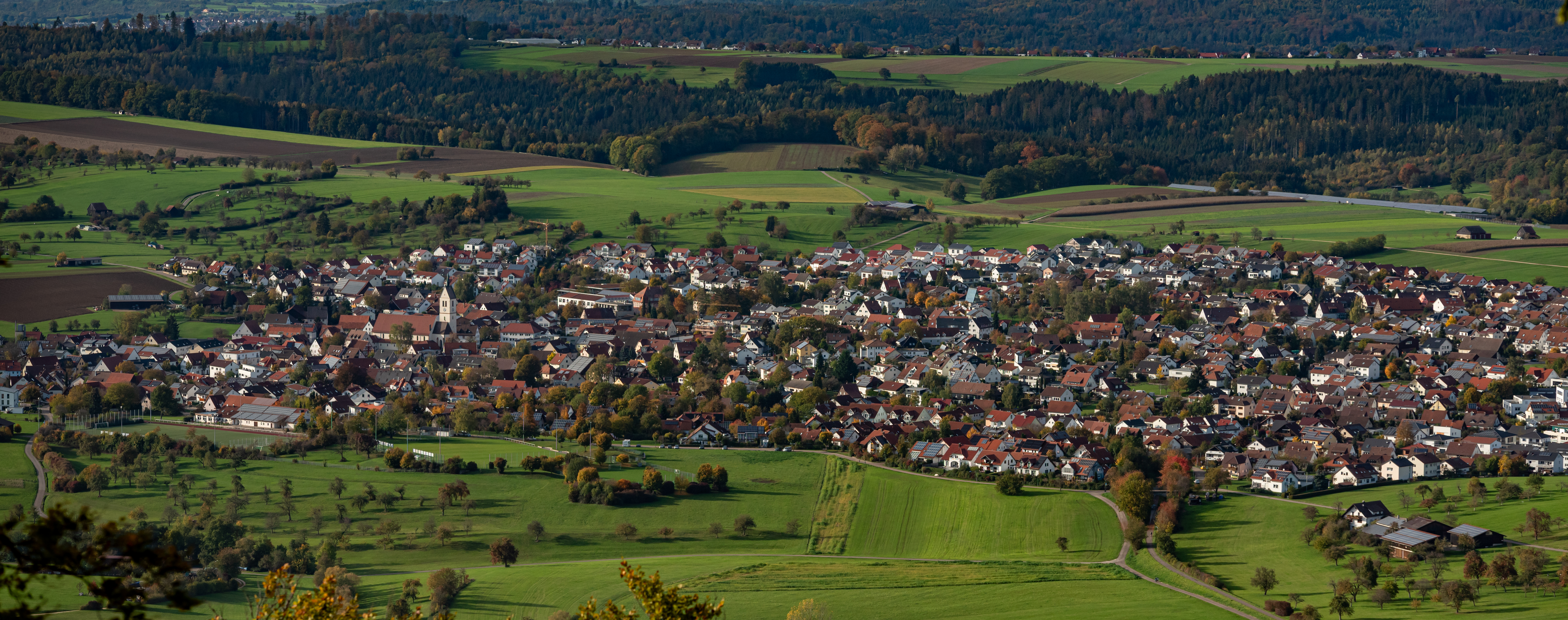
Blick vom Hohenstaufen auf Wäschenbeuren

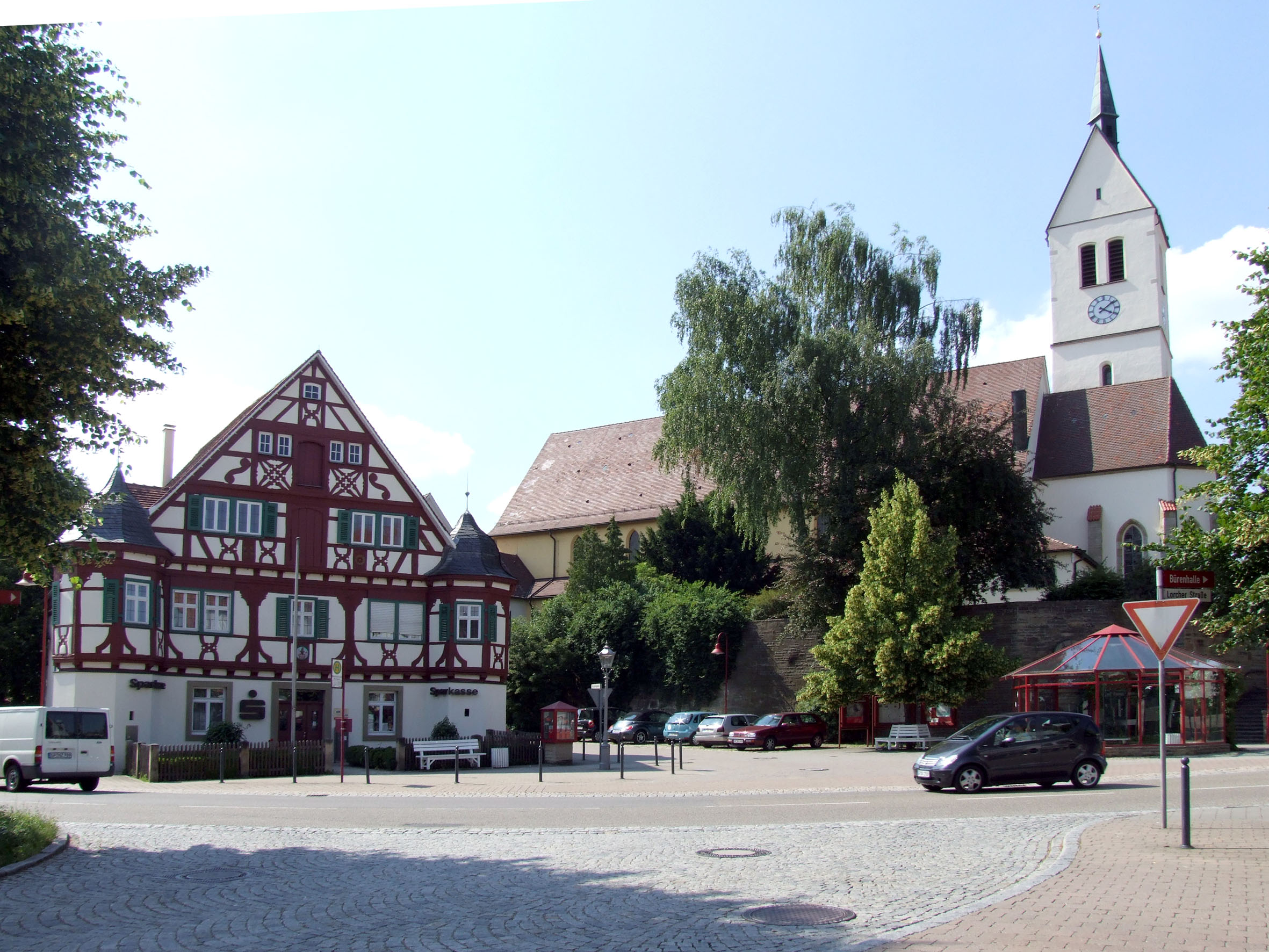
Katholische Kirche und Amtshaus in Wäschenbeuren

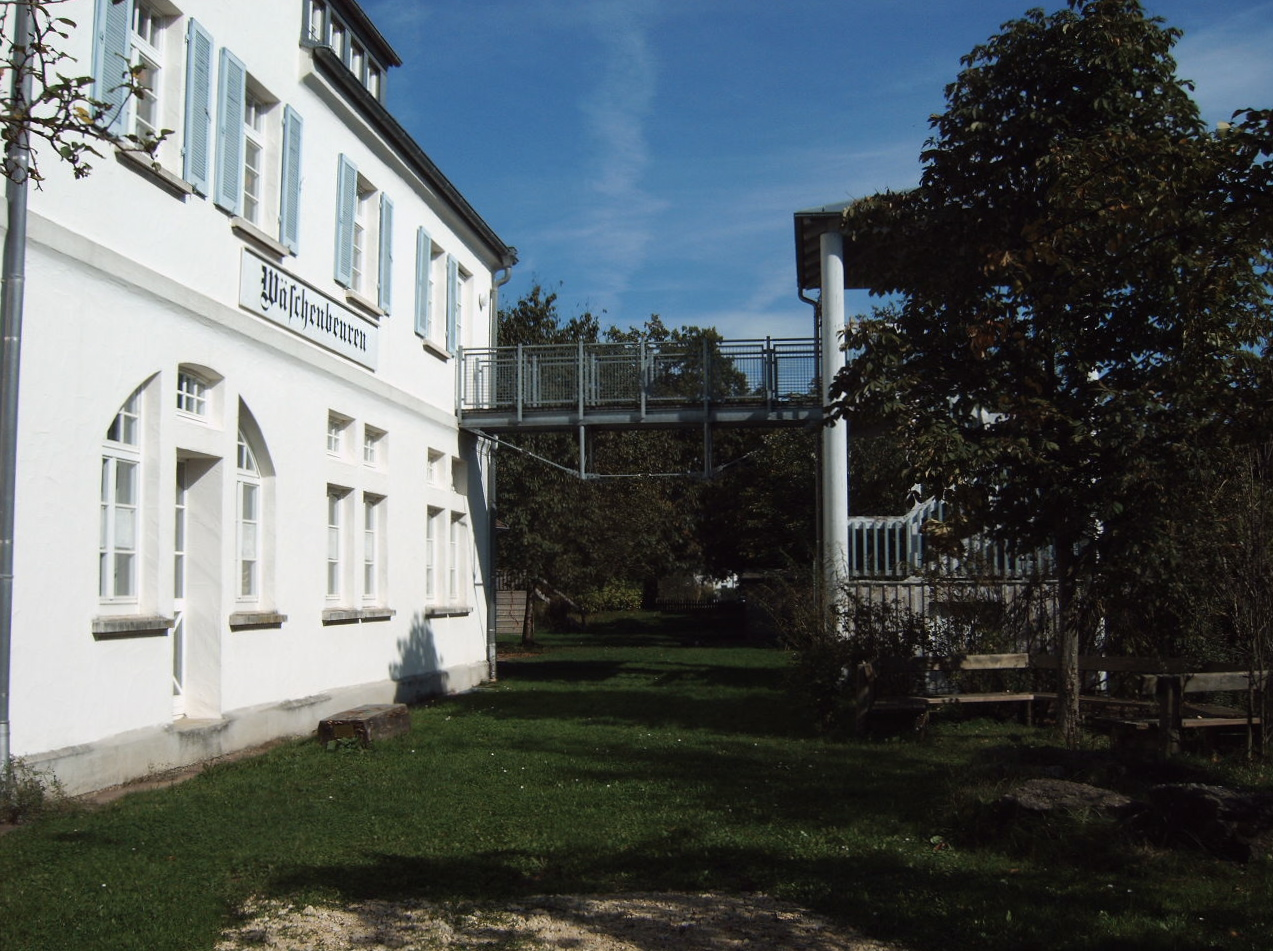
Ehemaliger Bahnhof von Wäschenbeuren

Wäschenbeuren ist eine Gemeinde im Landkreis Göppingen in Baden-Württemberg. Sie gehört zur Region Stuttgart (bis 1992 Region Mittlerer Neckar) und zur Randzone der europäischen Metropolregion Stuttgart.

## Geographie

### Geographische Lage
Wäschenbeuren liegt etwa zehn Kilometer nördlich der Kreisstadt Göppingen im östlichen Albvorland am Ostrand des Schurwalds auf einer etwas welligen Hochebene, die am Remstaleinschnitts weiter im Norden ansetzt und die im Süden bis an den Fuß des sogenannten Rehgebirges reicht, dessen Erhebung Hohenstaufen, ein Zeugenberg der Schwäbischen Alb, das Südosteck des Gemeindegebietes überragt. Hier liegt auf 521 Metern der höchste Punkt der Gemeindegemarkung. Die nordwestliche Gemeindegrenze läuft im Waldtal des oberen Marbachs, der in einem Göppinger Stadtteil der Fils zuläuft, die östliche folgt dem Beutenbach, der ebenfalls in einem Waldtal nordwärts zur Rems zieht. Im östlichen Ortsbereich des Hauptorts entsteht der Krettenbach, der in flacherer Flurmulde südwestlich zum Marbach zieht.

### Nachbargemeinden
Die Gemeinde grenzt reihum an die Städte Lorch im Norden und Schwäbisch Gmünd kurz im Nordosten, die beide im Ostalbkreis liegen, an die Kreisstadt Göppingen im Osten und Süden sowie an die Gemeinden Birenbach im Südwesten und Börtlingen im Nordwesten, alle drei im eigenen Landkreis Göppingen.

### Gemeindegliederung
Zu Wäschenbeuren gehören das Dorf Wäschenbeuren, die Weiler Krettenhof, Lindenbronn und Wäscherhof, das Gehöft Beutenmühle und die Häuser Schützenhof (auch zu Birenbach) und Ziegelhütte sowie die abgegangene Ortschaft Holzweiler.

### Flächenaufteilung
Nach Daten des Statistischen Landesamtes, Stand 2014.

## Geschichte

### Mittelalter
1271 wurde Wäschenbeuren als Buron erstmals in einer Urkunde genannt. In ihr wurde ein Streit zwischen dem Kloster Lorch und einem Ritter namens „Konrad der Wascher“ beigelegt. Konrad habe auf Gebietsansprüche im Welzheimer Wald verzichtet und dafür das „Hofgut in Buron“ bestätigt bekommen. Der Beiname des Ritters leitet sich wohl vom Waschbach im Welzheimer Wald ab und war Namensgeber für die Wäscherburg. Der Ort war stets Zubehör dieser Burg und ist wohl in der Ausbauzeit des 9. bis 11. Jahrhunderts entstanden.
Nachdem das Geschlecht der Wäscher ausgestorben war, kamen die Burg und der Ort über die Herren von Staufeneck um 1328 an die Linie der Herren von Rechberg-Staufeneck.

### Neuzeit
1601 verliehen die Habsburger als Lehensherren der 1599 ausgestorbenen Linie Rechberg-Staufeneck die Burg und den Ort jeweils zur Hälfte an den Reichspfennigmeister Zacharias Geizkofler und an den Reichshofrat Bartholomäus Pezz, Freiherr von Ulrichskirchen. 1612 kam der Teil des Bartholomäus Pezz an das Geschlecht der Schiller von Herdern und 1648 an die Grafen und späteren Fürsten von Thurn und Taxis. 1662 starben die Geizkofler aus und deren Anteil ging an die Freiherren von Freyberg-Eisenberg.
Wäschenbeuren fiel 1806 an das Königreich Württemberg und wurde zunächst dem Oberamt Göppingen zugeordnet, kam aber dann 1810 zum Oberamt Welzheim. Das Königreich Württemberg erwarb 1857 auch das zunächst in österreichischem Besitz verbliebene Schloss.
Bei der Kreisreform während der NS-Zeit in Württemberg gelangte Wäschenbeuren 1938 zum Landkreis Göppingen.
Gegen Ende des Zweiten Weltkriegs wurde der Ort am 19. April 1945 bei einem Luftangriff zu zwei Dritteln zerstört.
1945 bis 1952 gehörte die Gemeinde zum Nachkriegsland Württemberg-Baden, das 1945 in der Amerikanischen Besatzungszone gegründet worden war, ab 1952 zum neuen Bundesland Baden-Württemberg.
Am 10. Juli 2020 wurden in Anwesenheit von Nachkommen der Familie Löwenthal zwei Stolpersteine zur Erinnerung verlegt.

### Einwohnerentwicklung
Quelle: Statistisches Landesamt Baden-Württemberg für die Daten ab 1970
| Datum              | Einwohner |
| ------------------ | --------- |
| 1837               | 1243      |
| 1907               | 1469      |
| 17. Mai 1939       | 1764      |
| 13. September 1950 | 1988      |
| 27. Mai 1970       | 2584      |
| 31. Dezember 1983  | 2738      |
| 25. Mai 1987       | 2808      |
| 31. Dezember 1991  | 3338      |
| 31. Dezember 1995  | 3579      |
| 31. Dezember 2005  | 3952      |
| 31. Dezember 2010  | 3976      |
| 31. Dezember 2015  | 3909      |
| 31. Dezember 2020  | 3971      |

## Politik

### Gemeinderat
Der Gemeinderat in Wäschenbeuren besteht aus den 12 gewählten ehrenamtlichen Gemeinderäten und dem Bürgermeister als Vorsitzendem. Der Bürgermeister ist im Gemeinderat stimmberechtigt. Die Kommunalwahl am 9. Juni 2024 führte zu folgendem Ergebnis. 
| Parteien und Wählergemeinschaften | Parteien und Wählergemeinschaften           | % 2024  | Sitze 2024 | % 2019 | Sitze 2019 | Kommunalwahl 2024 %50403020100 47,70 % (+13,70 %p)25,37 % (+0,17 %p)23,43 % (−3,17 %p)3,50 % (−10,70 %p) CDUSPDFWGrüne20192024 |
| CDU                               | Christlich Demokratische Union Deutschlands | 47,70   | 6          | 34,0   | 4          | Kommunalwahl 2024 %50403020100 47,70 % (+13,70 %p)25,37 % (+0,17 %p)23,43 % (−3,17 %p)3,50 % (−10,70 %p) CDUSPDFWGrüne20192024 |
| SPD                               | Sozialdemokratische Partei Deutschlands     | 25,37   | 3          | 25,2   | 3          | Kommunalwahl 2024 %50403020100 47,70 % (+13,70 %p)25,37 % (+0,17 %p)23,43 % (−3,17 %p)3,50 % (−10,70 %p) CDUSPDFWGrüne20192024 |
| FWV                               | Freie Wählervereinigung                     | 23,43   | 3          | 26,6   | 3          | Kommunalwahl 2024 %50403020100 47,70 % (+13,70 %p)25,37 % (+0,17 %p)23,43 % (−3,17 %p)3,50 % (−10,70 %p) CDUSPDFWGrüne20192024 |
| GRÜNE                             | Bündnis 90/Die Grünen                       | 3,50    | 0          | 14,2   | 2          | Kommunalwahl 2024 %50403020100 47,70 % (+13,70 %p)25,37 % (+0,17 %p)23,43 % (−3,17 %p)3,50 % (−10,70 %p) CDUSPDFWGrüne20192024 |
| gesamt                            | gesamt                                      | 100,0   | 12         | 100,0  | 12         | Kommunalwahl 2024 %50403020100 47,70 % (+13,70 %p)25,37 % (+0,17 %p)23,43 % (−3,17 %p)3,50 % (−10,70 %p) CDUSPDFWGrüne20192024 |
| Wahlbeteiligung                   | Wahlbeteiligung                             | 69,91 % | 69,91 %    | 66,0 % | 66,0 %     | Kommunalwahl 2024 %50403020100 47,70 % (+13,70 %p)25,37 % (+0,17 %p)23,43 % (−3,17 %p)3,50 % (−10,70 %p) CDUSPDFWGrüne20192024 |

### Bürgermeister
Bürgermeister ist seit dem 1. April 2024 Steven Hagenlocher. Er wurde am 4. Februar 2024 mit 95 Prozent der Stimmen gewählt. Sein Vorgänger war von 1982 bis 2024 Karl Vesenmaier. Zum Zeitpunkt seines Ausscheidens aus dem Amt war Vesenmaier der dienstälteste Bürgermeister in Baden-Württemberg.

### Wappen
Die Blasonierung des Wappens lautet: In von Rot und Grün durch einen silbernen Schräglinksbalken geteiltem Schild hinter einem goldenen Tisch eine stehende, schwarzgekleidete Frau (Wäscherin) mit silberner Kopfbedeckung, mit der Linken ein über den Tisch gelegtes silbernes Leintuch und in der erhobenen Rechten einen goldenen Schlegel haltend, unten links ein ovaler, aufrecht gestellter goldener Waschzuber.
Der von König Maximilian I. am 14. April 1491 dem Schultheißen und dem Dorfgericht verliehene Wappenbrief verbrannte beim Bombenangriff am 19. April 1945; es existiert aber eine 1942 von Alois Rettenmaier aus Schwäbisch Gmünd angefertigte, wortgetreue Kopie des Textes.
Trotz des Alters des redenden Wappens und der Erlaubnis, es auf Siegeln zu führen, wurde es erst auf dem 1930 eingeführten Schultheißenamtssiegel eingeführt.
Die rot-weiße Flagge wurde am 14. Februar 1958 vom Innenministerium verliehen.

## Religion
Wäschenbeuren war nach der Reformation katholisch geblieben. Überwiegend erst nach dem Zweiten Weltkrieg zogen auch evangelische Bewohner zu. Diese gehörten mit den zugehörigen Weilern Beutenmühle, Lindenbronn, Schützenhof, Wäscherhof und Ziegelhütte zur evangelischen Kirchengemeinde Lorch. 1974 wurden sie der neu gebildeten evangelischen Kirchengemeinde Rechberghausen im Kirchenbezirk Göppingen zugeordnet. Nach Errichtung eines eigenen Pfarramtes und Gemeindehauses in den 1990er Jahren wurde die evangelische Kirchengemeinde zum 1. Januar 2018 von Rechberghausen gelöst und mit der Kirchengemeinde Hohenstaufen zur neuen evangelischen Kirchengemeinde am Hohenstaufen verbunden. Das evangelische Gemeindehaus Wäschenbeuren wurde 2008 erweitert und in Martin-Luther-Kirche umbenannt.

## Wirtschaft und Infrastruktur

### Verkehr
Wäschenbeuren liegt an der Bundesstraße 297 Göppingen–Lorch. Mehrere Buslinien stellen die Verbindung zu den Nachbarstädten und Gemeinden her:
- 931 Göppingen – Bartenbach – Rechberghausen – Birenbach – Wäschenbeuren – Schwäbisch Gmünd
- 931 Göppingen – Bartenbach – Rechberghausen – Birenbach – Wäschenbeuren – Maitis
- 932 Göppingen – Faurndau – Rechberghausen – Birenbach – Wäschenbeuren – Maitis – Lenglingen – Schwäbisch Gmünd

Die Busse des Omnibusverkehrs Göppingen verkehren zwischen 5 und 23 Uhr etwa einmal pro Stunde von und nach Göppingen, in der Hauptverkehrszeit öfter. Richtung Lorch und Schwäbisch Gmünd gibt es weniger Verbindungen.
Bahnanschluss findet sich am Bahnhof Göppingen an der Filstalbahn Stuttgart–Ulm und in Lorch oder Lorch-Waldhausen an der Remsbahn Stuttgart–Aalen. Die in Wäschenbeuren in den letzten Jahrzehnten als „Josefle“ bekannte ehemalige Hohenstaufenbahn Schwäbisch Gmünd–Göppingen wurde 1984 stillgelegt.
Der Württemberger Tälerradweg führt als Landes-Fernradweg auf der Trasse der ehemaligen Bahnlinie durch Wäschenbeuren. Insgesamt führt er von Crailsheim nach Ulm und weiter über Göppingen nach Schwäbisch Gmünd.

### Bildung
In Wäschenbeuren gibt es mit der Stauferschule eine Grundschule. Weiterführende Schulen stehen im Umkreis zur Verfügung, Realschule in Rechberghausen sowie Gymnasien in Göppingen und Lorch; sie sind mit öffentlichen Verkehrsmitteln gut zu erreichen.

### Sonstige Gemeindeeinrichtungen
- In der Ortsmitte befindet sich das 2006 fertiggestellte Pflegeheim des Ortes. Träger ist die Stiftung Haus Lindenhof. Es wurde nach Kardinal Walter Kasper benannt, der in seiner Kindheit von 1938 bis 1946 im alten Schulhaus wohnte.
- Neben der katholischen Kirche steht das Heim der Katholischen Jugend Wäschenbeuren. Das Heim ist ein Haupttreffpunkt der örtlichen Jugend, dort finden Filmvorführungen und Feste statt.
- Die 2002 fertiggestellte und an die Stauferschule grenzende Bürenhalle ist die Gemeindehalle des Ortes.
- Die Gemeindebücherei befindet sich im 1. und 2. OG des neu errichteten Rathausquartiers.[15]

## Kultur und Sehenswürdigkeiten

### Museen
Das Wäscherschloss steht im Ortsteil Wäscherhof und beherbergt eine Sammlung zum Thema Staufische Geschichte.

### Wandern
Der 11,5 Kilometer lange Rundweg Staufer-Runde verläuft größtenteils über das Gemeindegebiet von Wäschenbeuren und ist durch das deutsche Wanderinstitut als Premiumweg zertifiziert.

### Bauwerke
Neben dem Wäscherschloss sind die katholische Johanneskirche mit ihrem bemerkenswerten Kirchenschiff und das Amtshaus sowie der ehemalige Bahnhof, der heute als Kindergarten genutzt wird, sehenswert.
Auf dem „Burren“ nördlich des Ortes finden sich die Reste der Burg Burren, einer hochmittelalterlichen, vermutlich stauferschen Niederungsburg.

### Vereine
Die Ortsgruppe Wäschenbeuren des Schwäbischen Albvereins wurde im Jahr 2002 mit der Eichendorff-Plakette ausgezeichnet.

## Persönlichkeiten
- Johannes Evangelist von Kuhn (1806–1887), katholischer Theologe, wurde in Wäschenbeuren geboren
- Bernhard Kaißer (1834–1918), Lehrer und Autor, wurde in Wäschenbeuren geboren
- Gundel Kilian (1928), Fotografin am Stuttgarter Ballett, lebt seit den 1980er-Jahren in Wäschenbeuren
- Manfred Wörner (1934–1994), Bundesminister der Verteidigung und NATO-Generalsekretär, lebte seit 1973 im Ortsteil Wäscherhof und wurde 1994 zum Ehrenbürger ernannt.[18]

## Trivia
- Wäschenbeuren wird im Text des Schwobarock Songs Ratzariader Schenkelbatscher von Grachmusikoff als Wäschabeura erwähnt.[19]